# Herman Moll

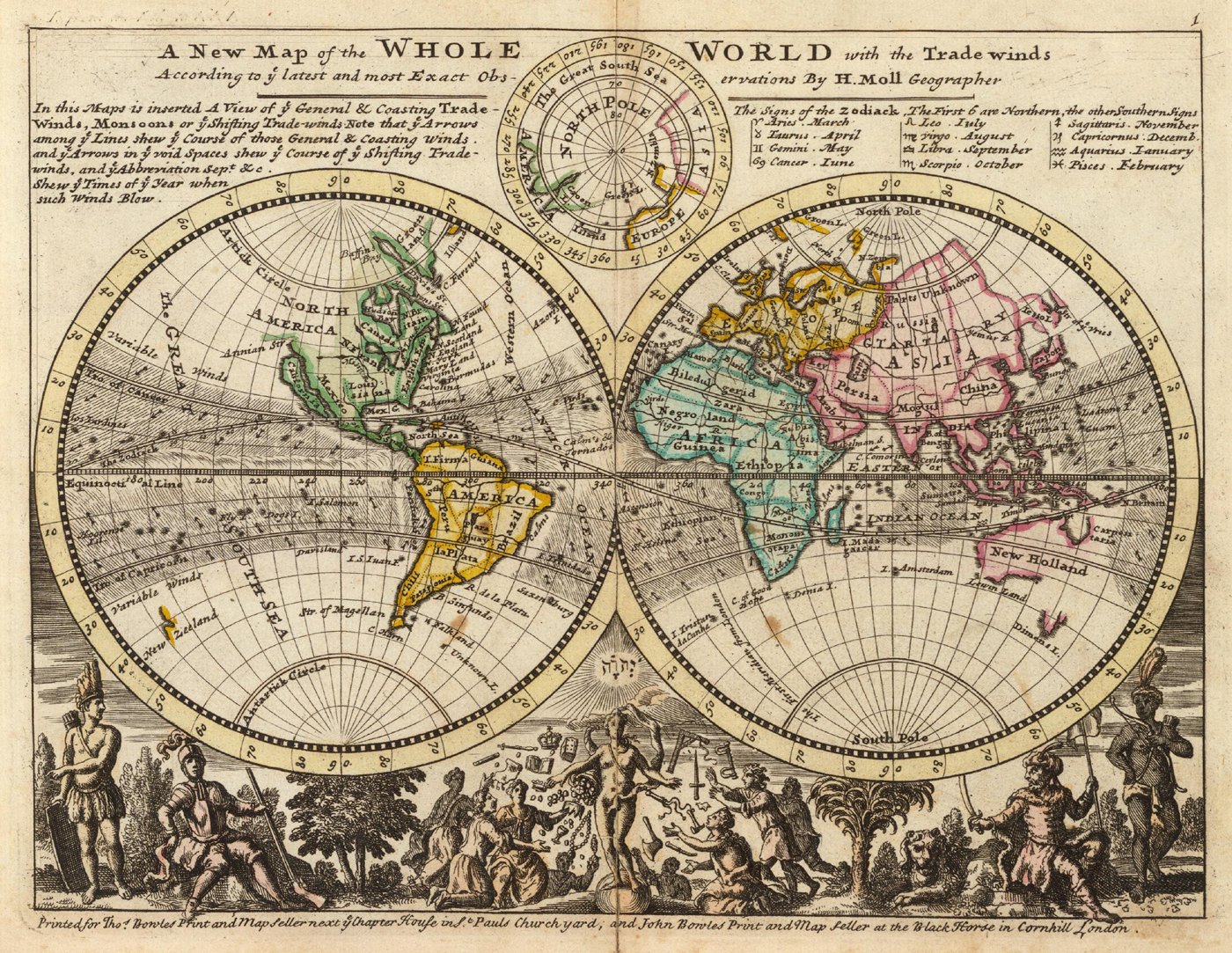
A new map of the whole world with the trade winds, hier als Druck aus der dritten Auflage des Atlas Minor, London 1736

Herman(n) Moll (* vermutlich 1654; † 22. September 1732 in London) war ein britischer Kupferstecher, Kartograph und Verleger.
Bekannt wurde Moll für seine zahlreichen, zumeist aufwändig gestalteten Kartendarstellungen Europas und Amerikas. Daneben stellte er auch Karten für Daniel Defoes Robinson Crusoe und Jonathan Swifts Gullivers Reisen her. Molls Karten zeichnen sich vor allem durch die Klarheit in ihrer Darstellung und die bisweilen prachtvolle Gestaltung ihrer Titelkartuschen aus. In seinem Gesamtwerk sind die fünfbändige Ausgabe des „Atlas Geographus“ (1711–1717) und der „Atlas Minor“ (1719) hervorzuheben, die beide in mehreren Auflagen erschienen.

## Leben und Werk

### Herkunft
Herman Molls genaue Herkunft ist unbekannt. Aufgrund der überragenden Bedeutung der niederländischen Kartographie im 17. Jahrhundert und der Tatsache, dass er in seinen späten Jahren eine Reise durch die Niederlande unternahm, nahm man lange Zeit an, er stamme aus Amsterdam oder Rotterdam. Sein im Original überliefertes Testament, in dem er seinen gesamten Besitz „im Königreich Großbritannien, in Deutschland oder anderswo“ an seine Tochter Henderina Amelia Moll vermachte und die Tatsache, dass der Name „Moll“ nicht nur im niederländischen, sondern auch im norddeutschen Raum verbreitet war, legen jedoch eher eine deutsche Herkunft nahe. Sein Biograph Dennis Reinhartz vermutet, dass Moll aus Bremen stammte. Nach anderen Angaben wurde er in Solingen geboren. Als Geburtsjahr wird gemeinhin das Jahr 1654 angenommen.

### Erste Jahre in London

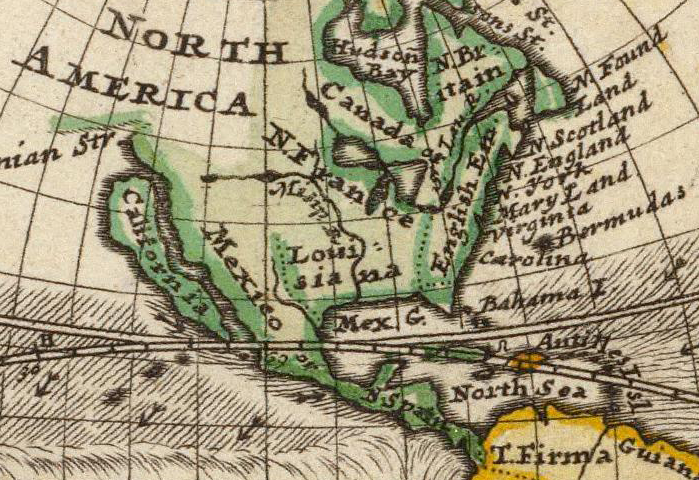
Obwohl Moll bereits 1717 in einer Rezension zum Thesaurus Geographicus von John Green für seine fehlerhafte Darstellung Kaliforniens als Insel kritisiert worden war, taucht dieser Fehler in seinem 1719 veröffentlichten Atlas Minor noch immer auf (Ausschnitt aus der Karte A new map of the whole world).

Seit 1678 ist Molls Aufenthalt in London nachweisbar, doch ist über seine ersten Jahre dort nur wenig bekannt. Moll arbeitete zunächst als Kupferstecher für Verleger wie Moses Pitt, Sir Jonas Moore, Greenville Collins, John Adair, Seller & Price und andere. Seine wahrscheinlich ersten Karten mit den schlichten Titeln „America“ und „Europe“ erschienen in Moores A New Systeme of the Mathematicks containing … A New Geography im Jahr 1681 und tragen den Imprint „H. Mol schulp“.
Vermutlich verkaufte Moll seine ersten eigenen Karten von einem Verkaufsstand aus, den er an wechselnden Plätzen in London aufbaute. Ab 1688 besaß er einen eigenen Laden bei Vanley’s Court im Londoner Stadtteil Blackfriars. Zwischen 1691 und 1710 befand sich sein Geschäft an der Ecke Spring Garden und Charing Cross, bevor er schließlich an die entlang der Themse verlaufende Straße Strand wechselte, wo er bis zu seinem Tode blieb.
In den 1690er Jahren arbeitete Moll vorwiegend als Kupferstecher für Christopher Browne, Robert Morden und Lea, an deren Geschäften er auch beteiligt war. In diese Zeit fällt auch sein erstes größeres eigenständiges Werk, der 1695 erschienene Thesaurus Geographicus. Der Erfolg dieser Arbeit bekräftigte Moll vermutlich in seiner Entscheidung, einen eigenen Kartenverlag zu gründen.

### Der Kartograph und der Weltumsegler

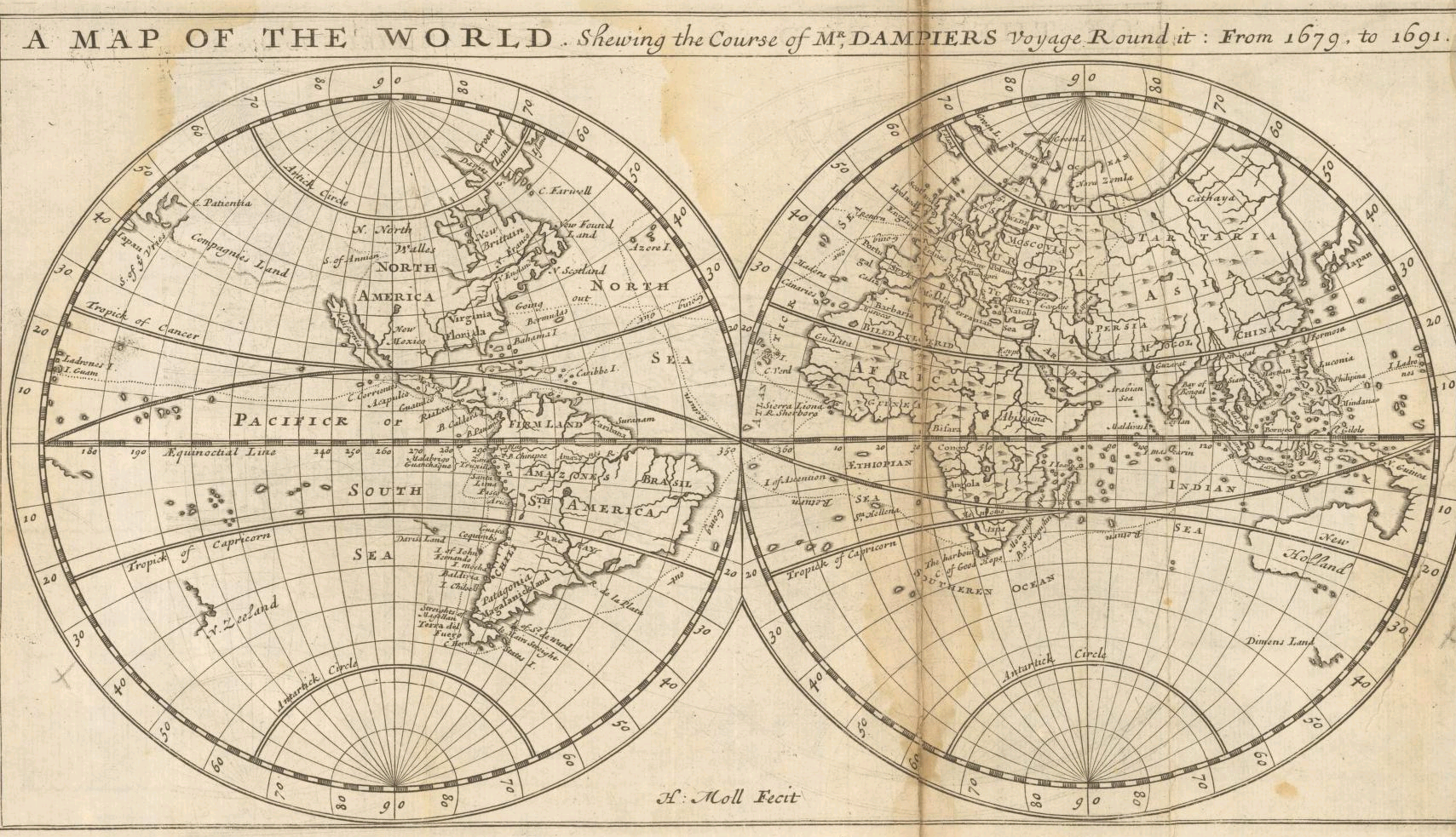
In Molls 1697 erschienener Weltkarte ist die Route von Dampiers erster Weltumrundung eingezeichnet.

Für die Produktion seiner Karten war Moll auf möglichst genaue geographische Angaben aus erster Hand angewiesen. Moll profitierte dabei von seiner Bekanntschaft mit dem Weltumsegler und Freibeuter William Dampier, der 1691 von seiner ersten Weltumrundung nach London zurückkehrte. Über die Erlebnisse seiner insgesamt zwölf Jahre dauernden Reise verfasste Dampier einen Bericht, der 1698 in London erschien und bereits ein Jahr später seine vierte Auflage erlebte. Die meisten der Karten und Illustrationen für die als A New Voyage round the World betitelte Erzählung fertigte Moll an. Während Molls kartographisches Material die Anschaulichkeit von Dampiers Schilderungen für den Leser enorm steigerte, waren Dampiers geographische Kenntnisse ungemein wichtig für die Genauigkeit von Molls Karten. In einer Zeit, in der Kartographen auf die Ortskenntnisse von Kaufleuten und Kapitänen angewiesen waren, war die Bekanntschaft mit einem Mann wie Dampier entscheidend für den wirtschaftlichen Erfolg eines Kartenzeichners wie Moll. Das wachsende Interesse des Publikums an Reiseliteratur und der enorme Erfolg von Dampier regte wiederum andere Autoren wie Daniel Defoe oder Jonathan Swift zu ähnlichen Werken an. Auch sie sollten später auf Molls künstlerische Fähigkeiten für die Illustration ihrer Werke zurückgreifen.

### Erste Arbeiten als eigenständiger Verleger
Im Jahr 1701 erschien mit A System of Geography das erste Kartenwerk, das Moll in seinem eigenen Verlag veröffentlichte. Obwohl es keine grundlegenden Neuerungen in der Darstellung enthielt, half es ihm, sich als selbständiger Kartograph durchzusetzen. Über die Jahre wurden das Werk selbst sowie einzelne Karten daraus von Moll wie auch von anderen Verlegern immer wieder kopiert und neu aufgelegt.

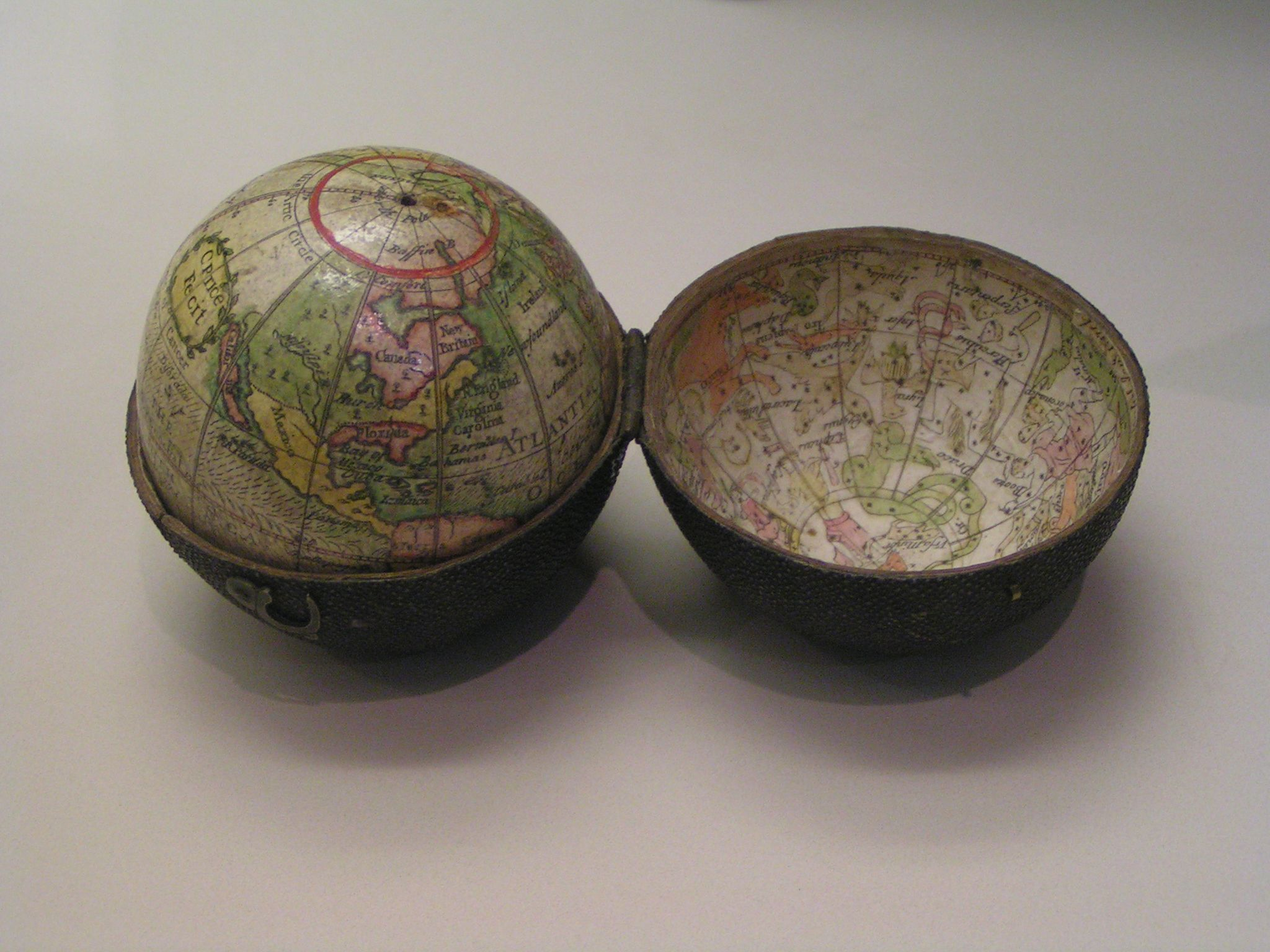
Ein 1716 von Charles Price angefertigter, Molls Arbeit sehr ähnlich sehender Taschenglobus.

Nachdem er in den folgenden Jahren mehrere Bände mit Kriegskarten herausgebracht hatte, veröffentlichte Moll 1708 mit Fifty-Six new and accurate Maps of Great Britain einen Band mit Karten der Britischen Inseln. Ein Jahr später erschienen The Compleat Geographer und der Atlas Manuale. Während der Compleat Geographer eine nur wenig innovative Erweiterung von A System of Geography darstellte, ragte der Atlas Manuale schon aufgrund seines kleinen Formats aus der Atlantenproduktion des frühen achtzehnten Jahrhunderts heraus. Seine zweiundvierzig einfarbig gestalteten Karten erschienen ohne den üblichen Textapparat und bestachen durch ihre Klarheit und Übersichtlichkeit. Durch den Verzicht auf Farben konnte Moll seinen Atlas deutlich günstiger produzieren als vergleichbare Werke und so durchlief der Atlas Manuale innerhalb kürzester Zeit zahlreiche Neuauflagen.
Zwei Jahre später gab er seinen Atlas Geographus heraus, der in monatlichen Lieferungen von 1711 bis 1717 erschien und schließlich fünf Bände umfasste. Dieser enthielt eine vollständige geographische Darstellung der Welt in farbigen Karten sowie zusätzliche – nicht von Moll stammende – Illustrationen. Zu Molls Subskribenten gehörten Buchhändler und Verleger aus London, aber auch bereits aus einer Reihe anderer englischer Städte. Wie schon A System of Geography wurde auch der Atlas Geographus eifrig kopiert und nachgeahmt.
Ab 1710 begann Moll mit der Herstellung kunstfertig gearbeiteter Taschengloben. Es handelte sich dabei jeweils um ein Globenpaar, wobei der größere, aufklappbare Himmelsglobus einen kleineren Erdglobus umschloss. Auf letzterem war auch wieder die Route der Weltumseglung Dampiers eingezeichnet. Diese Globen sind heute sehr selten und stellen unter den im Original überlieferten Arbeiten Molls eine große Rarität dar (eine Abbildung von Molls Taschenglobus siehe unter Weblinks).

### Moll, Defoe und das englische Südseeunternehmen
Mit seinem 1711 veröffentlichten Buch A View of the Coasts, Countries, and Islands within the limits of the South-Sea-Company griff Moll in eine zu jener Zeit laufende außenpolitische Debatte ein. Um die Wende vom 17. zum 18. Jahrhundert hatte das Interesse der Engländer an Unternehmungen in den Pazifischen Ozean stark zugenommen. Die englischen Kaufleute waren auf der Suche nach neuen Investitionsmöglichkeiten und der günstige Verlauf des Spanischen Erbfolgekriegs weckte Hoffnungen auf Handelsoptionen in den bislang ausschließlich den Spaniern offenstehenden Häfen an der Westküste Südamerikas. Zudem hatten die Beutezüge Dampiers und anderer englischer Freibeuter die zunehmende Schwäche der Spanier eindrucksvoll belegt. Die Tatsache, dass diese offenbar immer weniger in der Lage waren, ihre südamerikanischen Besitzungen ausreichend zu schützen, spielte in der literarischen Verarbeitung der Reisen Dampiers eine prominente Rolle. Gleichzeitig malte Dampier in seinen Reiseberichten ein über alle Maßen positives Bild vom Reichtum und wirtschaftlichen Potential der Südsee. Und genau diese Schilderungen Dampiers gab Moll in seinem Vorwort als wichtigste Quelle für sein 1711 erschienenes Werk an.
Weiteren Einfluss auf Molls Sicht des südpazifischen Raumes übte sein enger Kontakt zu Daniel Defoe aus. Defoe und Moll trafen sich regelmäßig in dem 1680 gegründeten Kaffeehaus „Jonathan's“, einem beliebten Treffpunkt für die Londoner Finanz- und Börsenwelt in der City of London. Vor dem Beginn seiner Karriere als Romanautor hatte sich Defoe zunächst als Kaufmann betätigt und trat ab den 1690er Jahren als Autor verschiedener politischer Satiren und Pamphlete in Erscheinung. Zwischen 1704 und 1713 veröffentlichte Defoe den dreimal wöchentlich erscheinenden Review, ein Blatt, das sich vor allem mit Fragen britischer Kolonialpolitik befasste. Darin trat Defoe vehement für die Durchsetzung englischer Herrschaftsansprüche in Übersee und für die Erschließung neuer Märkte für heimische Textilfabrikate ein. Auch wenn für die Behauptung, der Titel seines späteren Buchs Moll Flanders sei von einer Werbeanzeige mit dem Titel „The History of Flanders with Moll's Map“ (dt. „Die Geschichte Flanderns mit Molls Karte“) inspiriert, ausreichende Belege fehlen, so steht doch fest, dass zwischen Defoe und Moll ein enger Gedankenaustausch – insbesondere über Fragen der englischen Kolonialpolitik – stattfand.

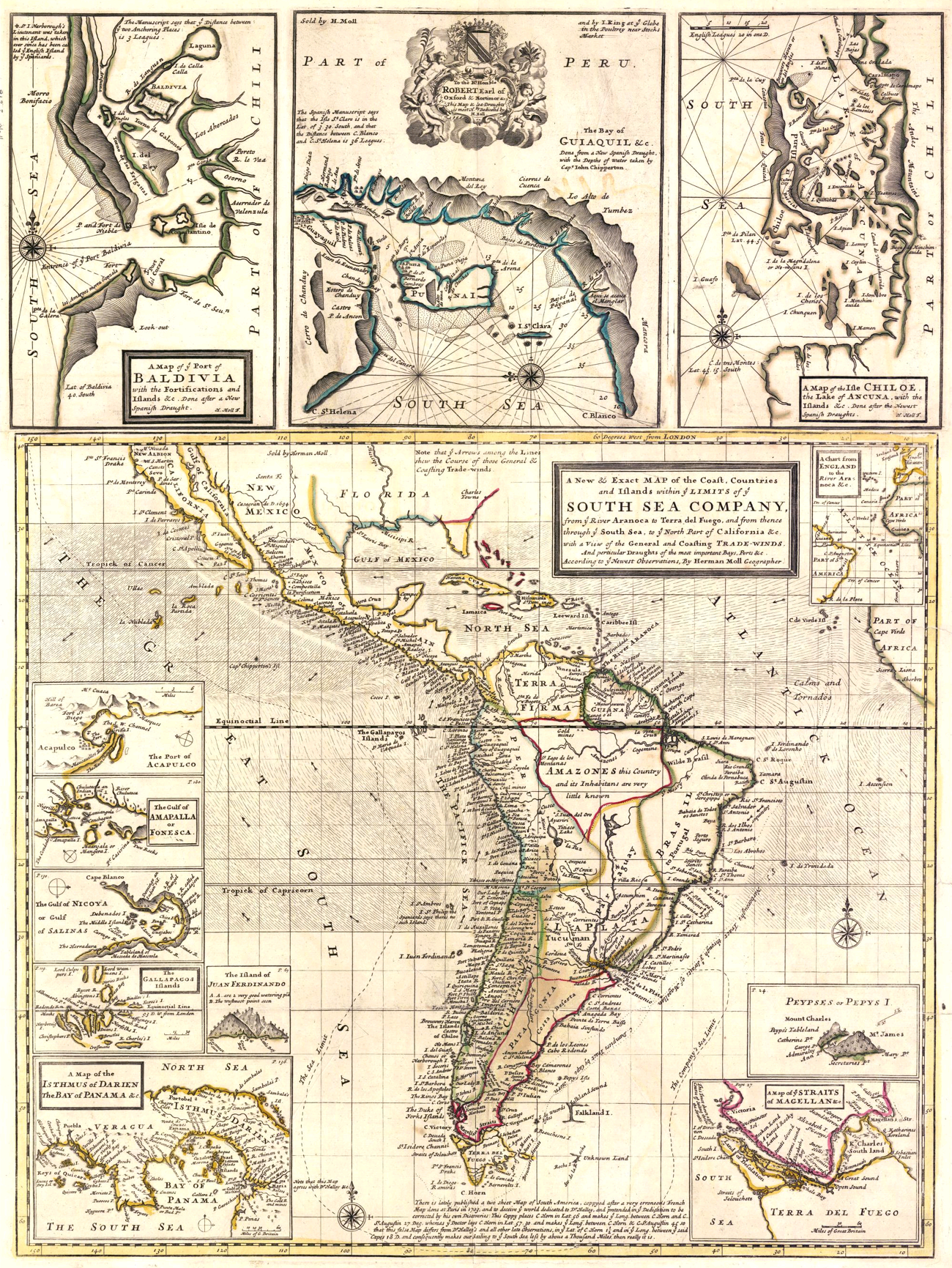
A New & Exact Map of the Coast, Countries and Islands within ye Limits of ye South Sea Company, London 1711, hier in einem Nachdruck aus dem Jahr 1720

Molls Buch enthielt die Karte A New & Exact Map of the Coast, Countries and Islands within ye Limits of ye South Sea Company, deren Widmungskartusche mit dem Text „To the Rt. Hon.ble Robert Earl of Oxford and Mortimer &c…“ versehen war. Gemeint war damit Robert Harley, der Gründer der South Sea Company, als dessen Sekretär Daniel Defoe unter anderem arbeitete. Diese Londoner Südseekompanie hatte im Jahr 1710 im Vorgriff auf das Kriegsende – das tatsächlich erst 1713 stattfand – Exklusivrechte auf den Handel mit Spanisch-Amerika erhalten, sie löste sich aber nach nur knapp zehnjährigem Bestehen in der sogenannten „South Sea Bubble“ auf.
Molls Karte zeigt den Einflussbereich der Handelskompanie im Raum des Südpazifiks. Ein besonderer Schwerpunkt liegt dabei auf den an der südamerikanischen Westküste gelegenen Häfen, die gleich zu Hunderten in die Karte eingetragen sind. Wichtige Plätze wie Guayaquil sind zusätzlich noch detaillierter in einer der zwölf Nebenkarten am Rande des Blattes dargestellt. Einen prominenten Platz nimmt die Darstellung der Juan-Fernández-Inseln in einer dieser Nebenkarten ein. Dies war der Ort, an dem Alexander Selkirk, das Vorbild für Defoes Romanfigur Robinson Crusoe, von einem der Kapitäne aus Dampiers Expedition im Jahr 1704 ausgesetzt und erst 1709 wieder befreit worden war.
Mit Karten wie dieser nahm Moll ebenso starken Einfluss auf die öffentliche Debatte wie die Romanautoren Defoe oder Swift – und dies vor allem auch, weil seine Karten auch Analphabeten eine Vorstellung von den dargestellten Räumen ermöglichten. Ganz konkreten Einfluss auf Defoes Südamerika-Pläne nahm er jedoch durch einen Fehler in der Darstellung Südamerikas. Eine von Defoes Ideen bestand nämlich in der Errichtung eines Handelsstützpunktes in Patagonien, von dem aus eine Handelsverbindung mit Chile aufgebaut werden sollte. Defoe hatte aber nur sehr ungenaue Vorstellungen von der Geographie der Anden und vermutete auf der Grundlage von Molls Karten, sie seien über Pässe problemlos zu überwinden. Während Defoes Pläne allerdings spätestens mit der South Sea Bubble platzten, wurde Molls Karte A New & Exact Map of the Coast, Countries and Islands within ye Limits of ye South Sea Company noch nach seinem Tode in späteren Auflagen seines Werkes The World Described nachgedruckt.

### The World DescribedundAtlas Minor

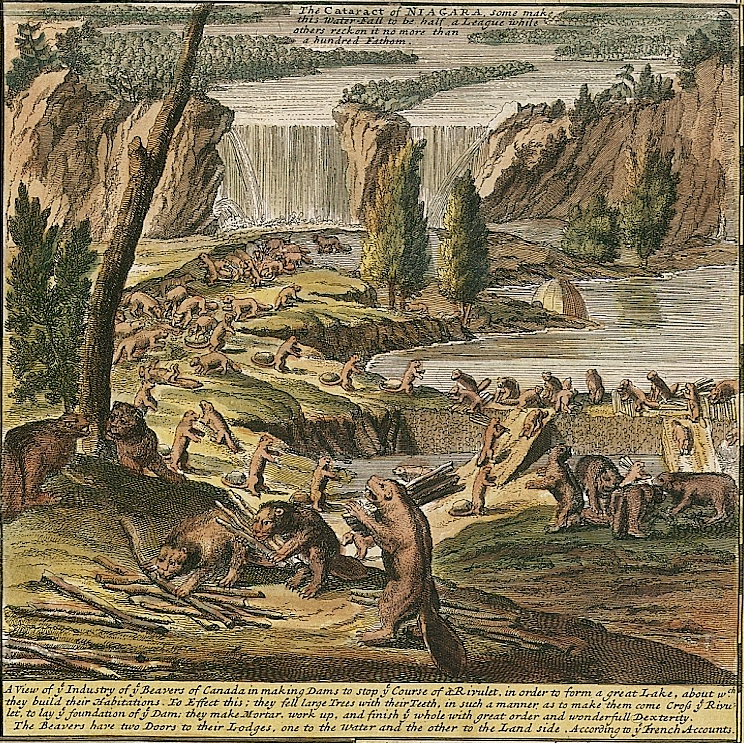
Ausschnitt aus der so genannten Beaver Map

Im Jahr 1715 erschien Molls The World Described, eine Sammlung von dreißig großen, doppelseitigen Karten, die bis 1754 zahlreiche Neuauflagen erlebte. Die Karten, in denen Molls Kunstfertigkeit als Kupferstecher besonders zur Geltung kommt, wurden zunächst einzeln und später gebunden in Form eines Atlanten verkauft. Der Druck war ein Gemeinschaftsunternehmen von Moll und einer Reihe anderer Verleger.
Der Band enthielt zwei der bekanntesten Karten Molls, A new and exact map of the Dominions of the King of Great Britain und John Lord Sommers This map of North America, die wegen ihrer auffälligen und kunstvoll gearbeiteten Insetdarstellungen als Beaver Map und als Codfish Map bekannt wurden.
Die Beaver Map zeigt eine Szene dammbauender Biber vor den Niagarafällen, die aber ursprünglich nicht von Moll selbst stammte, sondern aus einer wenig bekannten Karte von Nicolas de Fer aus dem Jahr 1698. Dennoch trug Molls Karte durch ihre Popularität zur Etablierung des Bibers als Sinnbild für die nordamerikanischen Kolonien bei.

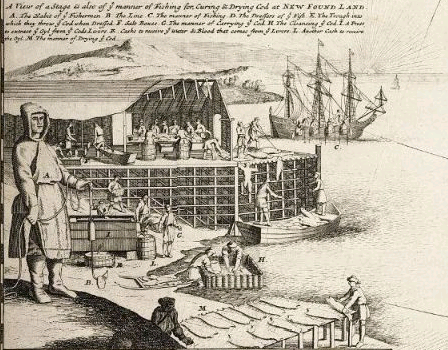
Ausschnitt aus der so genannten Codfish Map

Molls Codfish Map zeigt in ihrer Titelkartusche eine Szene aus der Kabeljaufischerei vor Neufundland. Seit Beginn des 16. Jahrhunderts stellte die Kabeljaufischerei in den Neufundlandbänken einen wichtigen wirtschaftlichen Faktor für die europäischen Kolonialmächte dar. Zur Zeit der Herstellung der Karte war der Kampf um die Fischereirechte einer der zentralen Streitpunkte in der Nordamerikapolitik Frankreichs und Englands. Mit seiner Darstellung der Verarbeitung des fangfrischen Kabeljaus zur Verschiffung nach Europa hob Moll die Wichtigkeit dieses Wirtschaftsbereiches für sein Heimatland England hervor.
Über die Auswahl der Szenen für Titelkartuschen und Nebenkarten hinaus versuchte Moll auch immer wieder über die Beschriftung der Karten seine Botschaft von der Bedeutung der kolonialen Machtausdehnung Englands zu vermitteln. In der Codfish Map beschriftete er den Atlantischen Ozean als „Sea of the British Empire“ und unterstrich damit die englischen Ansprüche auf das Fischereirecht vor der Küste Neufundlands. In einer Westindien-Karte aus demselben Band schrieb er in die südwestliche Ecke Carolinas die Worte „Spanish Fort Deserted“ und „Good Ground“. Auf vielen seiner Nordamerikakarten – unter anderem auf der Beaver Map – zeichnete er insbesondere in der Nähe wichtiger Häfen Straßen ein, weil er wusste, dass eine ausreichende Infrastruktur für die weitere englische Expansion von großer Bedeutung war.

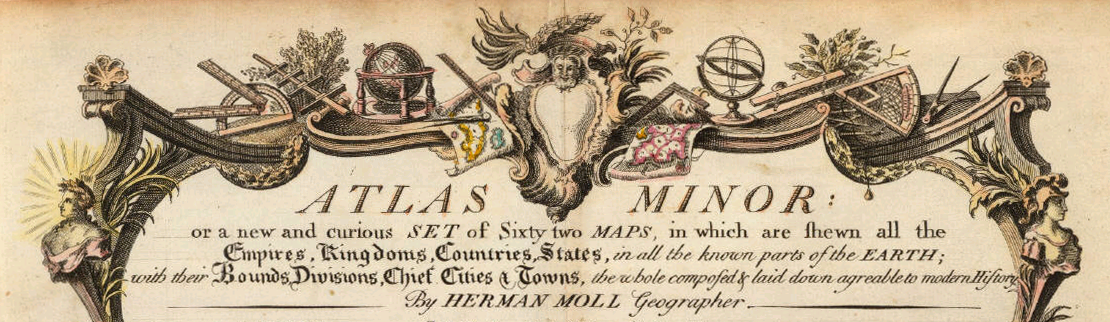
Titelkupfer der dritten Ausgabe des Atlas Minor aus dem Jahr 1736 (Ausschnitt)

Im Jahr 1719 veröffentlichte Moll die erste einer Vielzahl von Ausgaben seines Atlas Minor. Dieser kleinere Atlas kam ohne den üblichen weitschweifigen Textteil aus und zeigte aktuelle Darstellungen aller bis dahin bekannten Regionen der Erde. Auch hier setzte Moll im Bereich der Nordamerikakarten seine Kolonialwerbung fort. Die Karte A Plan of Port Royal harbour in Carolina beschriftete er mit dem Text:

“Port Royal River lies 20 Leagues from Ashley River S.W. it has a bold Entrance 19 or 20 Foot at Low Water, the Harbour is large, safe and commodious and runs into ye best Country in Carolina. Here ye Air is always clear and Agreeable to European Constitutions.”

Was Moll dabei bewusst verschwieg, war die Tatsache, dass die Sterblichkeit der Siedler im feuchten und sumpfigen Südwesten South Carolinas zu seiner Zeit nahezu genauso hoch war wie auf den britischen Überseebesitzungen in der Karibik. Die Gefahren durch Indianer verharmloste er durch dekorative Porträts der „Guten Wilden“ als Beigaben zu seinen aufwendig gestalteten Titelkartuschen und Umrahmungen. In seiner Beschriftung der Beaver Map erwähnte er zwar die Irokesen als „tüchtige Freunde der Engländer“ im Kampf gegen die Franzosen, ließ dabei aber unerwähnt, dass sich die Franzosen gleichfalls solcher „tüchtiger Freunde“, nur von anderen Stämmen, bedienten.
Jenseits aller politischen Ausrichtung waren Molls Karten zu seinen Lebzeiten und weit darüber hinaus stilprägend und gehören noch heute zu den ästhetisch anspruchsvollsten Kupferstichen in der Geschichte der Kartographie. Molls Atlas Minor blieb bis zu seiner letzten Ausgabe im Jahr 1781 eines der wichtigsten Kartenwerke des 18. Jahrhunderts.

### „My worthy friend, Mr. Herman Moll“ –Gullivers Reisen
Sechs Jahre vor Molls Tod veröffentlichte Jonathan Swift seinen Roman Lemuel Gulliver’s travels into several remote nations of the world (dt. Gullivers Reisen). Das Werk, das heute fälschlicherweise als Kinderbuch gilt, weil zwei seiner Episoden zu Kindergeschichten umgetextet wurden, ist in Wirklichkeit eine bissige gesellschaftskritische Satire und setzte sich neben Fragen zur Politik, Philosophie und Wissenschaft auch mit dem englischen Expansionsstreben im ersten Drittel des 18. Jahrhunderts auseinander. Zwei Personen aus Swifts Londoner Bekanntenkreis werden darin namentlich erwähnt: der Weltumsegler William Dampier (der von Swift als Cousin Gullivers in die Geschichte eingeführt wird) und der Kartenmacher Herman Moll.
Dampiers rund dreißig Jahre zuvor erschienenes – und von Swift direkt genanntes – Buch A New Voyage round the World gab die ideale Vorlage für Gullivers Reisebericht ab. Damit karikierte Swift die Sucht des englischen Lesepublikums nach immer neuen Beschreibungen ferner Länder, nutzte diese aber zu seinem eigenen wirtschaftlichen Vorteil. Und gleichzeitig erweiterte er Gullivers Reisen um jene unverzichtbare Beilage, ohne die ein Reisebericht der damaligen Zeit kaum auskommen konnte: um die Karten Herman Molls.

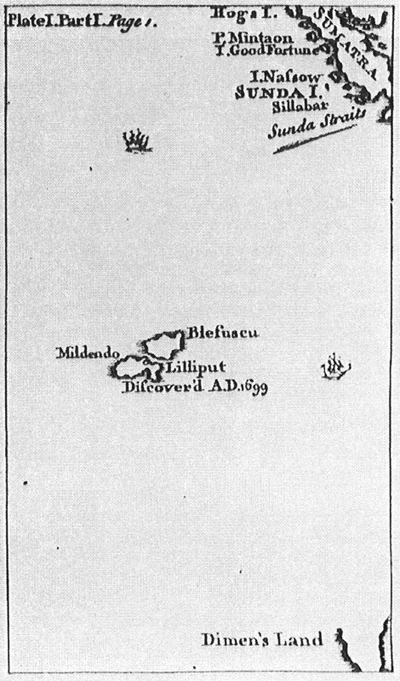
Karte von Lilliput

Moll selbst wird im elften Kapitel des vierten Teils erwähnt, in einer Passage, die Gullivers Ankunft in New Holland (Australien) beschreibt:

“I lay all night in my canoe; and repeating my voyage early in the morning, I arrived in seven hours to the south-east point of New Holland. This confirmed me in the opinion I have long entertained, that the maps and charts place this country at least three degrees more to the east than it really is; which thought I communicated many years ago to my worthy friend, Mr. Herman Moll, and gave him my reasons for it, although he has rather chosen to follow other authors.”

„Die ganze Nacht blieb ich in meinem Kanu liegen; alsdann setzte ich meine Reise am Morgen weiter fort und erreichte nach sieben Stunden die südöstliche Spitze von Neuholland. Alles bestätigte die schon früher von mir gehegte Meinung, daß die geographischen Karten dies Land wenigstens um drei Grade zu weit nach Osten setzen. Vor mehreren Jahren machte ich hierüber meinem würdigen Freunde, Hermann Moll, eine Mitteilung, und sagte ihm die Gründe, weshalb ich meinen Gedanken für wahr halte. Er hat es jedoch vorgezogen, die Angaben anderer Schriftsteller zu befolgen.“

Obwohl Swift an dieser Stelle die Beharrlichkeit seines werten Freundes Mr. Herman Moll im Festhalten an bereits widerlegten Fakten aufspießt, folgt er in seiner sonstigen Darstellung geographischer Gegebenheiten weitgehend dessen 1719 erstmals erschienenen Weltkarte A new map of the whole world with the trade winds (Abbildung siehe oben). Insbesondere die Umrisse Japans und die Benennung der Orte belegen, dass Molls Zeichnungen als Vorlage von Swifts Schilderungen dienten.
Die von Moll eigens für Gullivers Reisen hergestellten Karten erhöhten – genauso wie schon bei den bereits 1719 für Defoes Robinson Crusoe angefertigten Abbildungen – die Anschaulichkeit des Romans und trugen in nicht unerheblicher Weise zum Erfolg des Werkes bei. Seit der ersten Auflage des Buches wurden auch Molls Karten vielfach mitreproduziert und gehören damit kurioserweise – wie Frederick Bracher treffend festgestellt hat – zu den am weitesten verbreiteten Karten, die Moll jemals gezeichnet hat.

### Das letzte Jahrzehnt

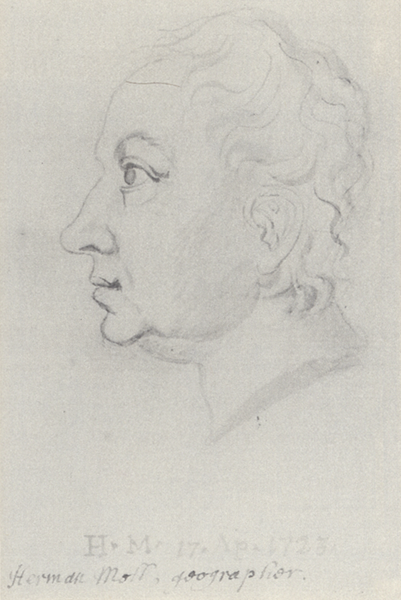
Porträt Hermann Molls von seinem Freund, dem Antiquar William Stukeley, aus dem Jahr 1723

Im letzten Jahrzehnt seines Lebens setzte Moll seine kartographische Arbeit vor allem anhand von Darstellungen der britischen Inseln fort. Einem 1724 veröffentlichten Atlas mit Karten zu England und Wales folgten 1725 ein Atlas mit Karten Schottlands und 1728 ein Band mit Darstellungen Irlands. Darüber hinaus schuf er bereits 1721 mit Thirty two new and accurate Maps of the Geography of the Ancients einen Geschichtsatlas für den Schulgebrauch. Eine Rarität unter seinen Werken stellt heute der Band Roads of Europe dar, der im Jahre seines Todes erschien und wohl aus diesem Grund keine hohe Auflage erlebte.
Die genauen Umstände seines Todes liegen im Dunkeln. Das einzige überlieferte Porträt Molls, gefertigt von seinem engen Freund William Stukeley aus dem Jahr 1723 stellt ihn jedoch noch im Alter von knapp 70 Jahren mit einem klaren, aufmerksamen Blick dar.
Schon in Molls letztem Lebensjahrzehnt, insbesondere aber nach seinem Tod, wurden seine Karten in einer steigenden Zahl von Nach- und Raubdrucken verbreitet. Selbst die in ihnen enthaltenen Fehler wie die Darstellung Kaliforniens als Insel wurden dabei nie korrigiert. Die bis heute andauernde Nachfrage nach Molls Kupferstichen gibt eine ungefähre Vorstellung von seiner nachhaltigen Popularität. Zuletzt erschien seine Map of the Island of Bermudos aus dem Jahr 1709 auf einer 1987 ausgegebenen Briefmarke Bermudas. Molls Karten spiegeln stets eine spezifische Weltsicht wider, die seinem Ruhm jedoch keinen Abbruch getan hat.

## Werke (Auswahl)
- Thesaurus Geographicus (1695)
- A System of Geography (1701)
- A History of the English Wars (1705)
- The History of the Republick of Holland (1705)
- A Description of all the Seats of the present Wars of Europe (1707)
- Fifty-Six new and accurate Maps of Great Britain (1708)
- The Compleat Geographer (1709)
- Atlas Manuale (1709)
- A View of the Coasts, Countries, and Islands within the limits of the South-Sea-Company (1711)
- Atlas Geographus (1711–1717)
- The World Described (1715)
- Atlas Minor (1719)
- Thirty two new and accurate Maps of the Geography of the Ancients (1721)
- A Set of fifty New and Correct Maps of England and Wales (1724)
- A Set of thirty-six New and Correct Maps of Scotland (1725)
- A Set of twenty New Maps of Ireland (1728)
- Roads of Europe (1732)